# Distrito de Yauya
El distrito de Yauya es uno de los tres que conforman la provincia de Carlos Fermín Fitzcarrald, ubicada en el departamento de Áncash en el Perú. 

## Historia
El distrito de Yauya fue creado por Ley 120 del 18 de noviembre de 1905, promulgada por el presidente José Pardo y Barreda. En dicha gestión participó el obispo Fidel Olivas Escudero. Surgió como distrito de la provincia de Huari. En 1956 fue anexado a la provincia de Mariscal Luzuriaga y finalmente, compone la provincia de Carlos Fermín Fitzcarrald, desde el 7 de junio de 1983. Fecha en que retorna a su seno natural por geografía y por historia, pues fue viceparroquia de San Luis, desde la época de la colonia.

## Capital
Su capital es el poblado de Yauya. Su altitud es de 3250 m s.n.m.  

## Etimología
Según Samuel Vidal Olivas, la etimología más probable es la palabra quechua "Huauya" que significa viento. Tal como se puede corroborar, el pueblo se sitúa en una meseta elevada por donde discurren los fuertes vientos de noreste a sureste provenientes del Cañón del Yanamayo, sintiéndose la sensación de fuertes vientos en la intersección de sus principales calles llamada "Tres vientos".

## Geografía
Yauya es un distrito que se encuentra en la provincia de Carlos Fermín Fitzcarrald, en el departamento de Áncash. Respecto al río Yanamayo, está en la margen derecha. Se distingue a golpe de vista desde varios lugares de la Provincia de Mariscal Luzuriaga. Hay un acceso directo a Llama a través del Camino del Inca  (Q'apaq ñan o Inka nani)que cruza un puente sobre el Yanamayo. El sitio del puente se llama "Pillata" (Pilatay en Runa Simi). Por Yauya pasa la carretera San Luis-Pomallucay-Yauya -San Nicolás, que debiera prolongarse hacia Chaccho y Llamellín (provincia de Antonio Raimondi).

## Estela de Yauya
En este lugar pueden encontrarse vestigios de la cultura Chavín, wari y de la época de los incas  zona donde se encuentra bien conservado el inca nani (camino inca) en su recorrido de Cuzco - Cajamarca- Tumibamba-Quito y, lo importante, se encuentra la estela de Yauya, un monolito de grandes dimensiones quebrantado en 4 partes, sin saberse cómo ocurrió tal caso; pero el fragmento mayor ha proporcionado pistas interesantes del significado y simbolismo que hubiese encerrado dicho huanca conocido como la estela de Yauya.  Por sus dimensiones, (3 m de largo, 50 cm de ancho y 18 cm de grosor aprox.) así como por las características de su grabado, este monolito pudiese parangonarse con la Estela de Raimondi.
Fue identificada y estudiada por el famoso arqueólogo peruano Julio C. Tello en 1919, que la llamó estela de Yauya.
Los estudios sobre este menhir se han realizado recién a partir de los años sesenta y los noventa, cuando se encontró accidentalmente un fragmento que evidentemente formaba parte de ella.
Los estudios más importantes sobre la Estela de Yauya han sido los realizados por el Dr. Richard Burger (director del Museo Arqueológico de la Universidad de Yale, en Estados Unidos) y el Dr. Alex Herrera, profesor de arqueología de las Universidades de Yale y Cambrige (Reino Unido]) este último ha realizado un trabajo arqueológico más extenso y minucioso en la zona del Callejón de Huaylas, Prov. Carlos Fermín Fitcarrald y tiene publicaciones importantes sobre el resultado de sus investigaciones, como,La complejidad social en la sierra de Áncash edición bilingüe, de la que es coautor con la arqueóloga italiana Carolina Orsini y arqueólogo inglés K. Lane. Que fuera presentado en el local del Club Áncash, con el auspicio de dicha Institución y la revista Centinela.
Un extracto de estos estudios ha sido publicado en la revista Centinela, órgano de difusión cultural de Yauya, dirigido por Nicolay R. Carbajal Barrón, en su edición especial de noviembre de 2005 Parte I, y siguientes ediciones, "Centinela" No 5 de diciembre de 2007 Parte II, con motivo del primer centenario de la creación política del distrito de Yauya.

## Autoridades

### Municipales
- 2015 - 2018[1]
  - Alcalde: Seledonio Nicanor Morales Pasco

2023-2026
- - Alcalde: Jesus Mateo Gomero Camones

2019-2022
- - Alcalde: Robert Jilber Peña Romero, del Alianza para el Progreso.
- 2011 - 2014
  - Alcalde: Jano Víctor Palacios Cabello, del Partido Unión por el Perú (UPP).
- 2006 - 2010
  - Alcalde: Antonio Sulpicio Villanueva Castillejo.

### Religiosas
- Parroquia  
  - Párroco: Enrique Torres.

## Cultura popular
- Fiesta patronal, el 9 de setiembre, en honor de San Nicolás de Tolentino.
- Entre las danzas "Anti pallas",  "Negritos".
- En proceso de extensión "Yurigua", por su coreografía y su parafenalia indumentaria, evoca la llegada de los negros 'yoruba' a Perú.

- La historia del Santo Patrón " San Nicolás de Tolentino" fue publicada recién en el año de 1986, por Nicolay Carbajal

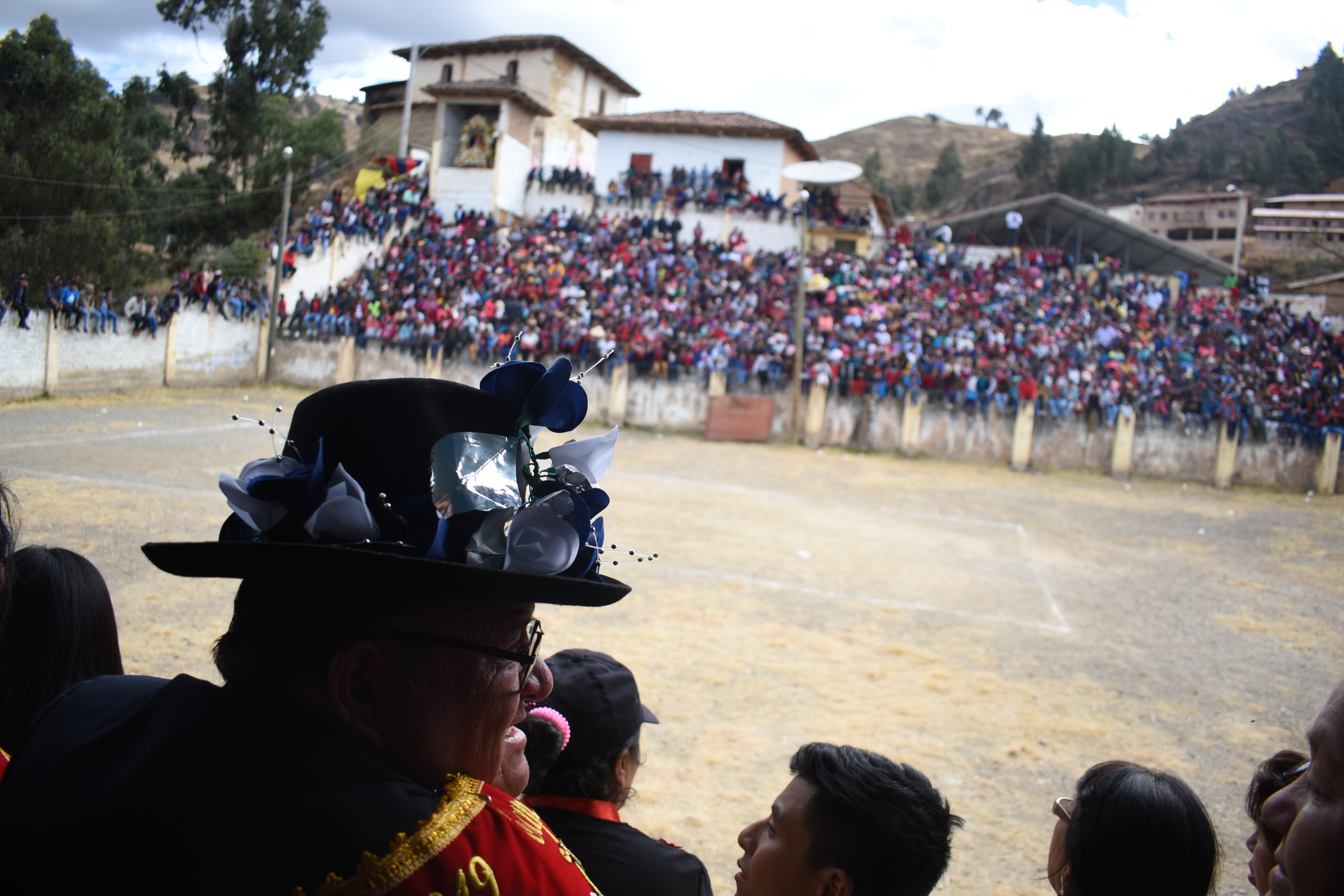
El pueblo de Yauya se reúne para presenciar la corrida de toros en honor a San Nicolás. Es costumbre andina que una persona se encargue de la organización de este evento.